# Loudetia filifolia
Loudetia filifolia är en gräsart som beskrevs av Herold Georg Wilhelm Johannes Schweickerdt. Loudetia filifolia ingår i släktet Loudetia och familjen gräs. Inga underarter finns listade i Catalogue of Life.